# Dipipanon
Dipipanon, summaformel C24H31NO, systematiskt namn 4,4-difenyl-6-(1-piperidinyl)-heptan-3-on, är ett smärtstillande preparat som tillhör gruppen opioider. 

## Framställning
Dipipanon liknar metadon, den enda strukturella skillnaden är att N,N-dimetyldelen av metadon ersätts med en piperidinring. Andra besläktade föreningar med ekvivalent aktivitet där piperidinringen har ersatts av andra grupper inkluderar morfolinderivatet fenadoxon, liksom motsvarande pyrrolidinderivat dipyanon. Syntesen är densamma som för fenadoxon, med undantag för att piperidin används i stället för morfolin. Besläktade föreningar med en isokinuklidinring som nufenoxol är också kända.

## Användning
Dipipanon är nu inte tillgängligt i de flesta länder i världen, antingen genom lagar som förbjuder dess medicinska användning som i USA eller genom att ha fallit ur produktionen eftersom modernare smärtstillande medel tog sin marknadsandel. Storbritannien, Nordirland och Sydafrika är kända för att fortsätta använda ämnet men det ordineras sällan. Preparatet används inte som läkemedel i Sverige.
Förskrivning av dipipanon avråds med undantag för exceptionella omständigheter, på grund av den upplevda risken för missbruk -BNF markerar ämnet som "mindre lämpligt för förskrivning" tillsammans med andra äldre föreningar som petidin och pentazocin med ovanliga missbruksmönster. Kombinationen med cyklin leder till en mycket stark "rush" om läkemedlet injiceras, men tabletterna innehåller olösliga bindemedel som ledde till många lemamputationer och vissa dödsfall (som med temazepam). Under slutet av 1970-talet till början av 1980-talet skylldes i Storbritannien många dödsfall på missbruk av detta preparat. När leveranser blev otillgängliga började opiatanvändare blanda krossade metadontabletter eller ampuller med krossade cyklizintabletter, i ett försök att replikera effekten av Diconal. När det tas oralt som avsett för smärtlindring, liknar risken för missbruk och euforisk potential den för morfin.

## Säkerhet
Substansen är narkotikaklassad och ingår i förteckningen N I i 1961 års allmänna narkotikakonvention, samt i förteckning II i Sverige.
Dipipanon är ett schema I-kontrollerat ämne i USA. Det har tilldelats ACSCN av 9622 och hade sedan 2013 en årlig tillverkningskvot på 5 gram.